# Bundesministerium des Innern
Das Bundesministerium des Innern (BMI) ist eine oberste Bundesbehörde der Bundesrepublik Deutschland. Es hat seinen Hauptsitz bzw. ersten Dienstsitz in Berlin, seinen zweiten Dienstsitz in der Bundesstadt Bonn. Geleitet wird das Ministerium vom Bundesminister des Innern, Alexander Dobrindt (CSU).

## Geschichte
Vorgänger des Ministeriums war das Bundeskanzleramt des Norddeutschen Bundes von 1867, das seit 1871 heißende Reichskanzleramt, das Reichsministerium des Innern, das wiederum aus dem Reichsamt des Innern hervorgegangen war. Das BMI wurde gemäß einer Empfehlung des Organisationsausschusses der Ministerpräsidentenkonferenz vom 30. Juli 1949 konstituiert. Dieses nahm mit der ersten Regierung der Bundesrepublik Deutschland am 20. September 1949 seine Arbeit auf.
Nach dem Ende des Zweiten Weltkriegs am 8. Mai 1945 übernahmen zunächst die Oberbefehlshaber der vier Besatzungsmächte die Aufgaben der deutschen Staatsführung. Nachdem das Grundgesetz der Bundesrepublik Deutschland am 24. Mai 1949 in Kraft trat, wurde am 20. September 1949 die erste Bundesregierung gegründet, zu der das heutige Bundesministerium des Innern gehörte.
Von Bundesinnenminister Thomas de Maizière im Dezember 2014 beauftragt, widmen sich Forscher des Instituts für Zeitgeschichte (IfZ) und des Zentrums für Zeithistorische Forschung (ZZF) seit 2015 der Nachkriegsgeschichte des BMI sowie des Ministeriums des Innern der DDR. In einer Vorstudie veröffentlichten die Wissenschaftler Ende 2015 erste vorläufige Ergebnisse zur Personalstruktur beider Innenministerien. Für die Bundesrepublik wurden mehr als 300 Lebensläufe von Beamten des Bundesinnenministeriums ausgewertet. Demnach machten in den 1950er und 1960er Jahren ehemalige NSDAP-Mitglieder einen hohen Anteil der Ministeriumsmitarbeiter aus. Von den zwischen 1949 und 1970 beschäftigten höheren Beamten (von der Ebene der Referatsleiter aufwärts) waren 54 % in der NSDAP gewesen. Als die Jahrgänge der Kriegsjugendgeneration (zwischen 1900 und 1910 Geborene) in die höheren Positionen einrückten, erreichte der Anteil ehemaliger NSDAP-Mitglieder einen Höchststand: Im Jahr 1961 waren es 66 %. Im Juni 2018 erschien die Studie Hüter der Ordnung und wurde offiziell im Bundesministerium des Innern vorgestellt.
Das Bundesministerium des Innern wurde am 14. März 2018 (nach der Bundestagswahl 2017) um die Zuständigkeit für den Bereich Bauwesen erweitert und in Bundesministerium des Innern, für Bau und Heimat umbenannt. Bundeskanzler Olaf Scholz ordnete am 8. Dezember 2021 (nach der Bundestagswahl 2021) per Organisationserlass an, das Ministerium in Bundesministerium des Innern und für Heimat umzubenennen. Der Erlass übertrug dem BMI die bisher im Geschäftsbereich des Bundeskanzleramtes liegenden Zuständigkeiten für die Strategische Steuerung der IT des Bundes sowie für den IT-Rat des Bundes. Mit dem gleichen Erlass wurden die Zuständigkeiten für Bauwesen, Stadtentwicklung und Raumordnung vom BMI zum neu gebildeten Bundesministerium für Wohnen, Stadtentwicklung und Bauwesen übertragen. Bundeskanzler Friedrich Merz ordnete am 6. Mai 2025 in einem Organisationserlass die Umbenennung in Bundesministerium des Innern an. Die Zuständigkeit für gleichwertige Lebensverhältnisse und regionale Kultur wurde dem damit ebenfalls umbenannten Bundesministerium für Landwirtschaft, Ernährung und Heimat übertragen. Dem durch den Organisationserlass gebildeten Bundesministerium für Digitales und Staatsmodernisierung wurden die Zuständigkeiten für mehrere Themenbereiche der Digitalisierung aus dem BMI übertragen.

## Zuständigkeit
Das Bundesinnenministerium ist das Innenministerium des Bundes und bestimmt damit maßgeblich die Innenpolitik.
Das Bundesministerium des Innern  (BMI) sowie seine nachgeordneten Behörden übernehmen eine Vielzahl von Aufgaben und Tätigkeiten. Diese reichen von Sicherheitsbelangen über Migration und Integration, IT- und Netzpolitik, Heimat, gesellschaftlichem Zusammenhalt und Verfassung, Sportförderung, Bevölkerungsschutz und Katastrophenhilfe bis hin zur Modernisierung der Verwaltung und der Verantwortung für den öffentlichen Dienst.

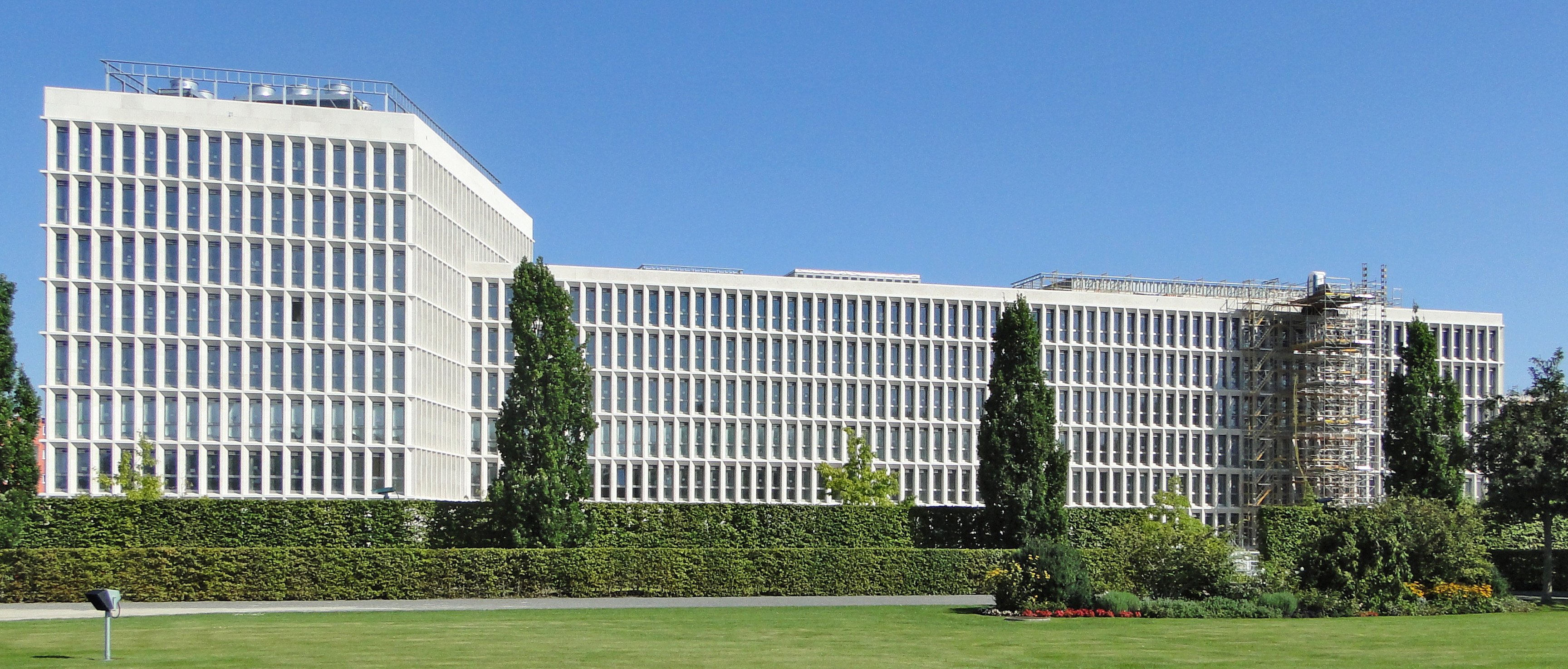
Erster Dienstsitz des Bundesministeriums des Innern in Berlin

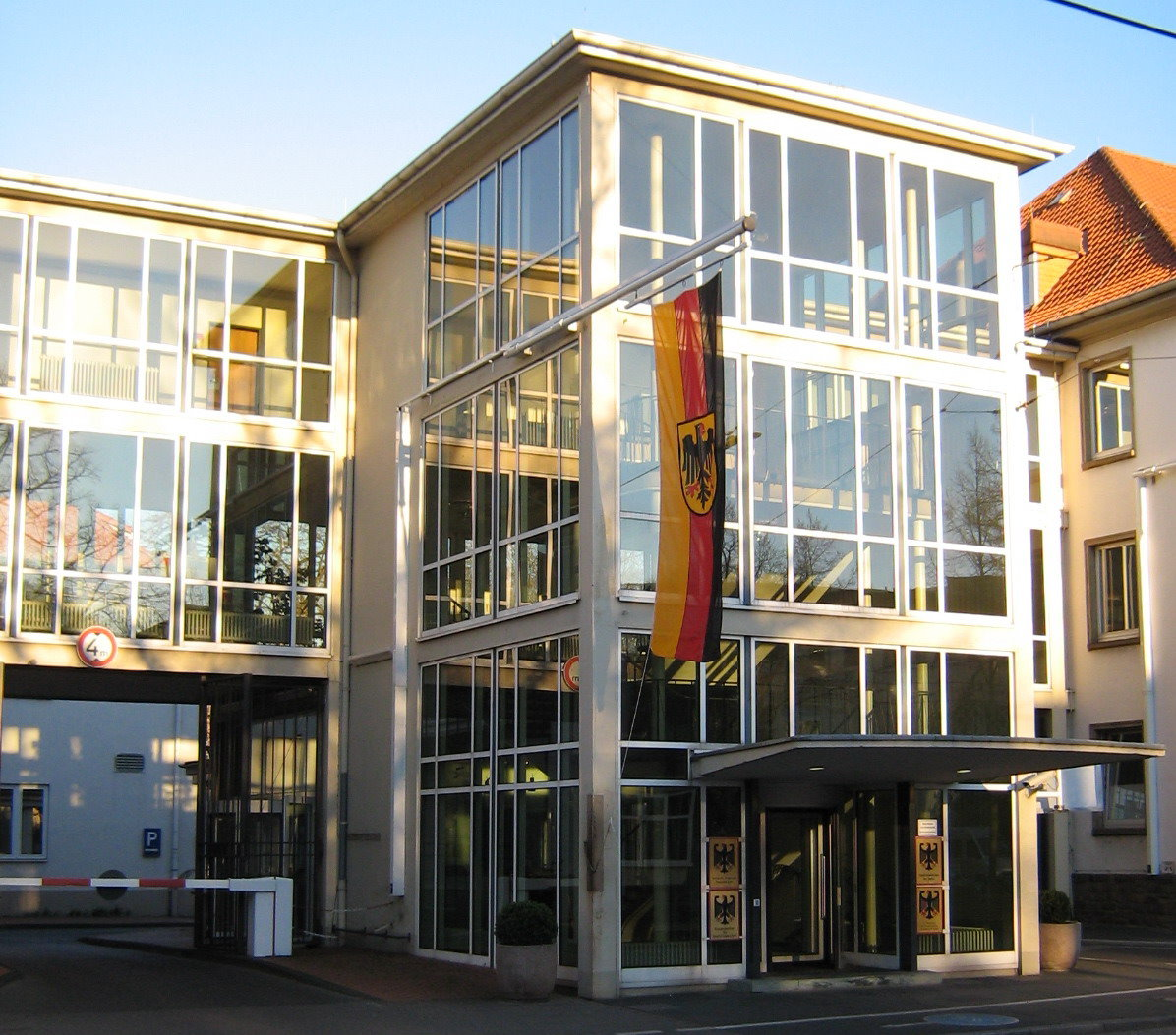
Zweiter Dienstsitz des Bundesministeriums des Innern in Bonn

Seine Zuständigkeit erstreckt sich unter anderem auf folgende Themen:
- Innere Sicherheit, insbesondere
  - Kriminalitätsbekämpfung
  - Grenzschutz
  - Zivilschutz
  - Luftrettung
  - Verfassungsschutz (insbesondere den Schutz vor Extremismus, Terrorismus, Sabotage, Spionage und Sekten)
- Pass-, Ausweis- und Meldewesen
- Öffentlicher Dienst
- Organisation der öffentlichen Verwaltung, insbesondere
  - Bürokratieabbau
  - Verwaltungsmodernisierung
- Statistik
- Informationstechnik und -sicherheit
- Zuwanderung, Integration, nationale Minderheiten (insbesondere Ausländer, Flüchtlinge, Asylsuchende, Vertriebene und Spätaussiedler)
- Politische Bildung

Der Bundesinnenminister ist Teil der Gesetzgebung der Europäischen Union im Rahmen des Ministerrates für Justiz und Inneres.
Des Weiteren ist das Bundesinnenministerium gemeinsam mit dem Bundesministerium der Justiz zuständig für das allgemeine Verwaltungs-, Verfassungs-, Staats-, Europa- und Völkerrecht. Es wirkt beim Zustandekommen von Gesetzentwürfen in diesen Bereichen mit oder erstellt sie selbst und überprüft alle Rechtsetzungsvorhaben der Bundesregierung oder einzelner Bundesministerien auf ihre Vereinbarkeit mit dem Grundgesetz und auf ihre Verwaltungsförmigkeit (Widerspruchsrecht der Verfassungsressorts).
Das Beschaffungsamt des BMI ist für die Beschaffung von Ausrüstungsgegenständen und Dienstleistungen für alle Behörden im Geschäftsbereich des Ministeriums zuständig. Es kauft unter anderem Kraftfahrzeuge ein und unterhält eine eigene Kraftfahrzeug-Zulassungsstelle, die eine eigene Stempelplakette führt.

## Zentralstelle für Arbeitsschutz beim Bundesministerium des Innern und für Heimat

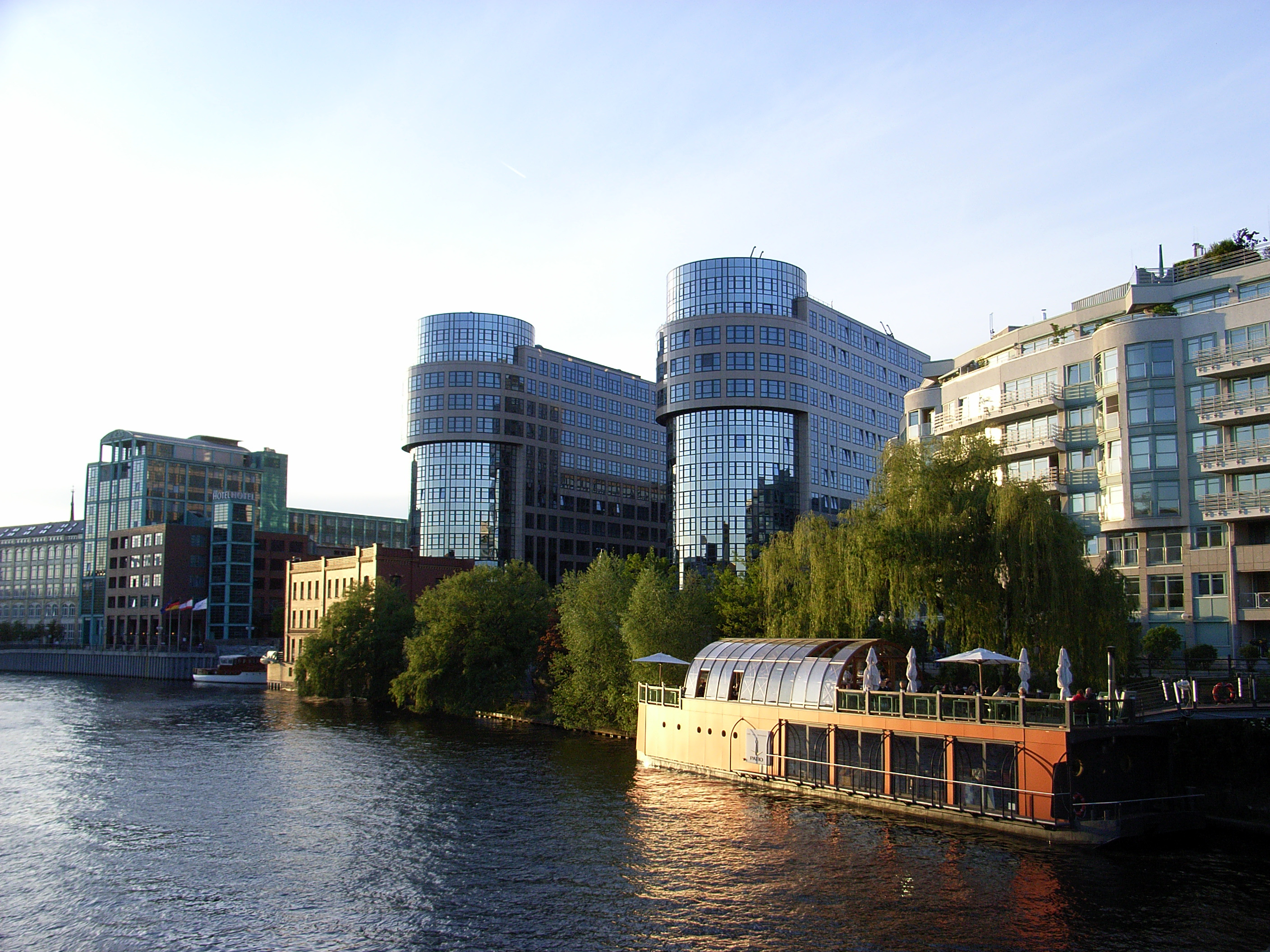
Spree-Bogen, Sitz des Ministeriums von 1999 bis 2015 (als einziges Bundesministerium in gemieteten Räumen)

Für Bundesbehörden sind die Landesgewerbeämter nicht befugt, Anordnungen zu erteilen. Nach § 21 Abs. 5 Arbeitsschutzgesetz ist für Bundesbehörden die Zentralstelle für Arbeitsschutz beim BMI zuständig, in dessen Auftrag die Unfallversicherung Bund und Bahn handelt. Von der Europäischen Union wurde bereits allgemein festgestellt, dass die Nähe von Kontrollbehörde und kontrollierter Behörde – in Deutschland beides Behörden des Bundes – wenig effektiv ist. Finanzielle Sanktionen wären lediglich Umbuchungen im Bereich des Bundes und wären daher weitgehend wirkungslos. Verwaltungsrechtstreite sind langwierig und werden von gegnerischen Bundesbehörden offen angedroht. Die Möglichkeiten der Zentralstelle für Arbeitsschutz und der Unfallversicherung Bund und Bahn sind daher beschränkt. Eine Einschaltung der zuständigen Behörden ist für Arbeitnehmer aus vertraglicher Rücksichtspflicht erst nach Ausschöpfung aller innerbetrieblichen Möglichkeiten zulässig, da ansonsten ein Kündigungsgrund für den Arbeitgeber besteht.

## Gliederung des Bundesministeriums des Innern und für Heimat
(Stand: Januar 2023)
Dem Minister sind folgende Staatssekretäre untergeordnet:
- Beamtete Staatssekretäre: Hans-Georg Engelke und Bernd Krösser
- Parlamentarische Staatssekretäre: Christoph de Vries und Daniela Ludwig

Dem Minister ist folgende Abteilung direkt nachgeordnet:
- Abteilung PK (Leitung, Planung und Kommunikation)

Dem Staatssekretär Engelke sind folgende Abteilungen nachgeordnet:
- Abteilung Z (Zentralabteilung)
- Abteilung ÖS (Öffentliche Sicherheit)
- Abteilung B (Angelegenheiten der Bundespolizei)
- Stab E (Internationale und EU-Angelegenheiten)

Dem Staatssekretär Krösser sind folgende Abteilungen nachgeordnet:
- Abteilung M (Migration; Flüchtlinge; Rückkehrpolitik)
- Abteilung V (Staatsrecht; Verfassungsrecht; Verwaltungsrecht)
- Abteilung D (Öffentlicher Dienst)

Der Staatssekretärin N.N. sind folgende Abteilungen nachgeordnet:
- Abteilung KM (Krisenmanagement und Bevölkerungsschutz)
- Abteilung H (Heimat)
- Abteilung SP (Sport)

Die Digitalpolitik wurde mit dem Regierungswechsel 2025 an das neue Digitalministerium abgegeben, sodass mehrere Abteilungen dorthin übertragen wurden: 
- Abteilung DG (Digitale Gesellschaft; Informationstechnik)
- Abteilung DV (Digitale Verwaltung; Steuerung OZG)
- Abteilung CI (Cyber- und Informationssicherheit)

Die Heimatpolitik wurde zugleich an das Landwirtschaftsministerium übertragen.

## Nachgeordneter Geschäftsbereich
Der nachgeordnete Geschäftsbereich des Bundesministeriums des Innern und für Heimat umfasst 19 Behörden und Einrichtungen sowie Planstellen und Stellen für etwa 85.000 Mitarbeiter, davon knapp 50.000 bei der Bundespolizei.
Das BMI ist als oberste Bundesbehörde zuständig für die Sicherheitsbehörden des Bundes. In dieser Funktion plant und steuert es Maßnahmen zum Schutz der inneren Sicherheit Deutschlands, der Sicherheit der Bürger sowie der Verfassung. Für die Umsetzung der operativen und präventiven Sicherheitsaufgaben wurden im Geschäftsbereich des BMI folgende Sicherheitsbehörden eingerichtet:
- Bundesamt für Verfassungsschutz
- Bundeskriminalamt
- Bundesamt für Sicherheit in der Informationstechnik
- Bundespolizei
- Zentrale Stelle für Informationstechnik im Sicherheitsbereich.

Neben dem Kernthema der inneren Sicherheit nimmt das BMI Aufgaben im Bevölkerungsschutz und in der Katastrophenhilfe mit dem
- Bundesamt für Bevölkerungsschutz und Katastrophenhilfe sowie der
- Bundesanstalt Technisches Hilfswerk wahr.

Die Migrations- und Integrationspolitik zählt mit dem Aufenthaltsrecht, der Asyl- und Flüchtlingspolitik, dem Staatsangehörigkeitsrecht und den Integrationsmaßnahmen für die in Deutschland lebenden Zuwanderer zu den zentralen Themen der Innenpolitik. Insbesondere die Gewährleistung des friedlichen und demokratischen Zusammenlebens von Menschen mit unterschiedlichem nationalen, religiösen und kulturellen Hintergrund spielt dabei eine besondere Rolle. Das Bundesamt für Migration und Flüchtlinge (BAMF) im Geschäftsbereich des BMI nimmt zentrale Aufgaben im Bereich der Migration und Integration wahr. Soweit hierbei Sicherheitsbezüge erkennbar sind, stimmt sich das BAMF eng mit den Sicherheitsbehörden ab.
Zu den klassischen Verwaltungsbehörden zählen weiterhin:
- das Statistische Bundesamt,
- das Bundesverwaltungsamt,
- das Bundesamt für Kartographie und Geodäsie,
- das Bundesinstitut für Bevölkerungsforschung,
- das Bundesinstitut für Sportwissenschaft,
- das Beschaffungsamt des BMI,
- das Bundesamt für zentrale Dienste und offene Vermögensfragen,
- das Bundesausgleichsamt,
- die Bundesanstalt für den Digitalfunk der Behörden und Organisationen mit Sicherheitsaufgaben (BDBOS),
- die Bundeszentrale für politische Bildung,
- das Bundesamt für Migration und Flüchtlinge und
- die Hochschule des Bundes für öffentliche Verwaltung.

## Neubau des Dienstsitzes Berlin

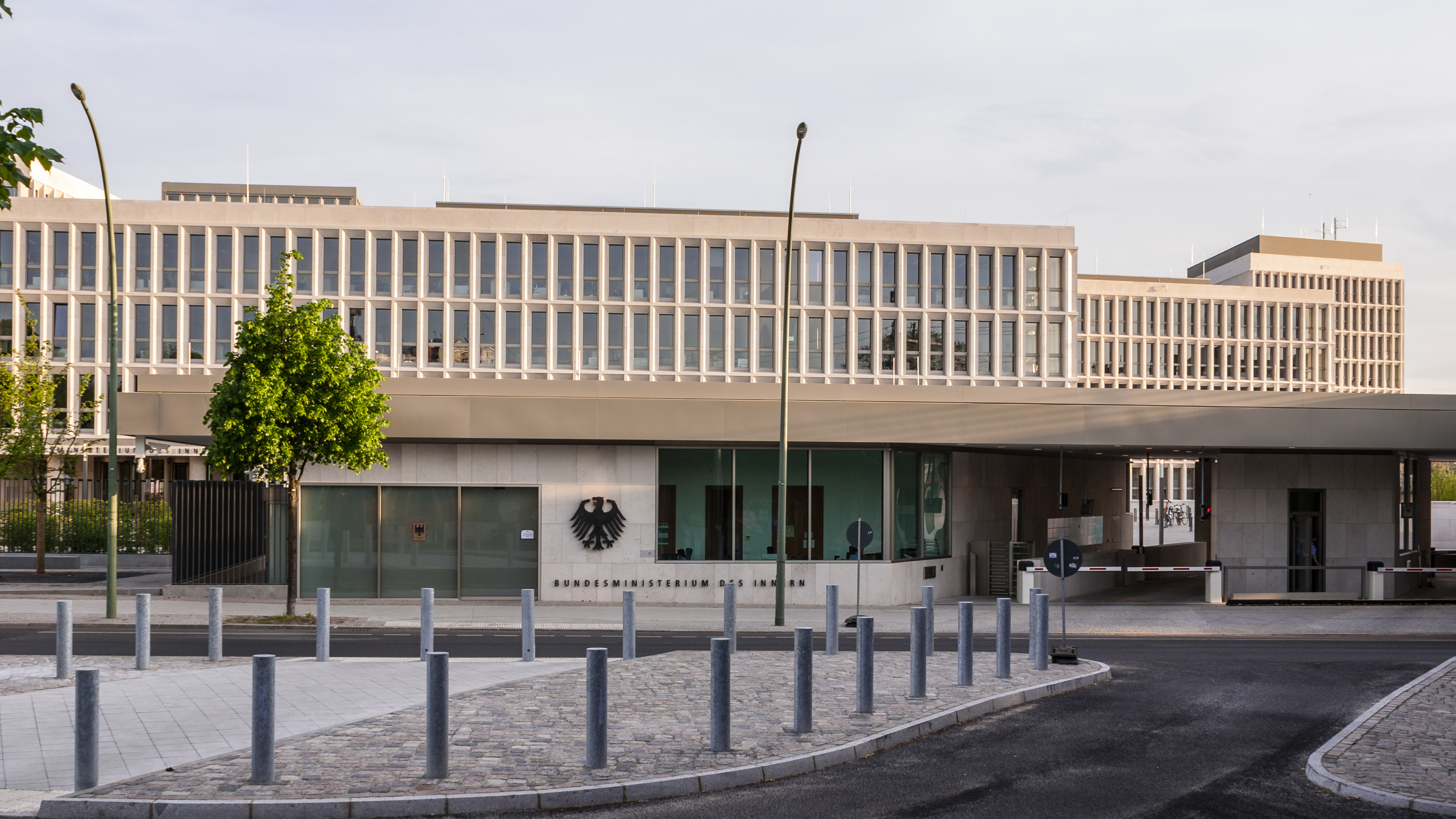
Neubau am Kanzlergarten

Bis April 2015 war der Berliner Dienstsitz im Stadtgebiet auf drei Liegenschaften verteilt, darunter der Spree-Bogen. Aus Gründen der Sicherheit und Wirtschaftlichkeit sollten diese in einem Neubau zusammengefasst werden, der zur Einsparung des Bonner Dienstsitzes außerdem ausreichend Platz zur Konzentration des gesamten Ministeriums auf diesen einen Standort vorhält. Nach Entwürfen der Architekten Thomas Müller und Ivan Reimann entstand dieser auf der Nordseite der Spree im Ortsteil Moabit des Bezirks Mitte, zwischen dem Kanzlergarten und dem Berliner Hauptbahnhof, unmittelbar am Berliner-Stadtbahn-Viadukt. Im April 2009 stimmte der Haushaltsausschuss des Deutschen Bundestags dem Bauvorhaben zu. Die Baukosten sollten bei ungefähr 200 Millionen Euro liegen. Nachdem der damalige Bundesinnenminister Thomas de Maizière am 16. Dezember 2010 den ersten Spatenstich vorgenommen hatte, wurde der Neubau im Juli 2011 aufgrund von Streitigkeiten bei der Auftragsvergabe vorläufig gestoppt und im November 2011 wieder aufgenommen. Das Richtfest wurde am 22. Mai 2013 gefeiert, im Herbst 2014 war das Gebäude baulich fertiggestellt. Der Umzug erfolgte an einem einzigen Wochenende vom 24. bis zum 26. April 2015.

### Erweiterungsbau
Seit 2020 erfolgen Bauarbeiten für einen Erweiterungsbau des Dienstsitzes Berlin. Hierbei handelt es sich um den so genannten Bauteil C des Gebäudekomplexes, einen 13-geschossigen Turm mit Platz für rund 350 Mitarbeiter. Der Bau dieses Gebäudes war von vornherein vorgesehen, stand jedoch unter Bedarfsvorbehalt. Die Bauarbeiten sollten ursprünglich bis 2024 abgeschlossen sein. Die Kosten für den Bau waren mit 88,6 Millionen Euro veranschlagt.

### Gedenkstätte
Eine Gedenkstätte erinnert an die im Dienst ums Leben gekommenen Beschäftigten des Geschäftsbereichs BMI. Sie besteht aus drei in den Zaun des BMI-Neubaus in Berlin eingefügten Stelen, auf denen unter dem Schriftzug „Sie starben im Dienst für unser Land“ Name, Geburts- und Todesdatum der Verstorbenen eingraviert sind. Bei den 75 Betroffenen, von denen 19 im Auslandseinsatz umkamen, handelt es sich um 50 Angehörige der Bundespolizei beziehungsweise des ehemaligen Bundesgrenzschutzes, 20 Mitarbeiter und Helfer des Technischen Hilfswerks (THW) und fünf Beamte des Bundeskriminalamts einschließlich zu diesen Behörden abgeordneter Landesbedienstete.

## Bundesminister seit 1949
| Nr.                                           | Name                               | Bild                      | Partei                    | Beginn der Amtszeit       | Ende der Amtszeit         | Amtsdauer in Tagen        | Kabinett(e)                     |
| Bundesminister des Innern                     | Bundesminister des Innern          | Bundesminister des Innern | Bundesminister des Innern | Bundesminister des Innern | Bundesminister des Innern | Bundesminister des Innern | Bundesminister des Innern       |
| --------------------------------------------- | ---------------------------------- | ------------------------- | ------------------------- | ------------------------- | ------------------------- | ------------------------- | ------------------------------- |
| 1                                             | Gustav Heinemann (1899–1976)       |                           | CDU                       | 20. September 1949        | 11. Oktober 1950          | 386                       | Adenauer I                      |
| 2                                             | Robert Lehr (1883–1956)            |                           | CDU                       | 11. Oktober 1950          | 20. Oktober 1953          | 1105                      | Adenauer I                      |
| 3                                             | Gerhard Schröder (1910–1989)       |                           | CDU                       | 20. Oktober 1953          | 13. November 1961         | 2946                      | Adenauer II Adenauer III        |
| 4                                             | Hermann Höcherl (1912–1989)        |                           | CSU                       | 14. November 1961         | 25. Oktober 1965          | 1441                      | Adenauer IV Adenauer V Erhard I |
| 5                                             | Paul Lücke (1914–1976)             |                           | CDU                       | 26. Oktober 1965          | 2. April 1968             | 889                       | Erhard II Kiesinger             |
| 6                                             | Ernst Benda (1925–2009)            |                           | CDU                       | 2. April 1968             | 21. Oktober 1969          | 567                       | Kiesinger                       |
| 7                                             | Hans-Dietrich Genscher (1927–2016) |                           | FDP                       | 22. Oktober 1969          | 16. Mai 1974              | 1667                      | Brandt I Brandt II              |
| 8                                             | Werner Maihofer (1918–2009)        |                           | FDP                       | 16. Mai 1974              | 8. Juni 1978              | 1484                      | Schmidt I Schmidt II            |
| 9                                             | Gerhart Baum (1932–2025)           |                           | FDP                       | 8. Juni 1978              | 17. September 1982        | 1562                      | Schmidt II Schmidt III          |
| 10                                            | Jürgen Schmude (1936–2025)         |                           | SPD                       | 17. September 1982        | 1. Oktober 1982           | 14                        | Schmidt III                     |
| 11                                            | Friedrich Zimmermann (1925–2012)   |                           | CSU                       | 4. Oktober 1982           | 21. April 1989            | 2391                      | Kohl I Kohl II Kohl III         |
| 12                                            | Wolfgang Schäuble (1942–2023)      |                           | CDU                       | 21. April 1989            | 26. November 1991         | 949                       | Kohl III Kohl IV                |
| 13                                            | Rudolf Seiters (* 1937)            |                           | CDU                       | 26. November 1991         | 7. Juli 1993              | 589                       | Kohl IV                         |
| 14                                            | Manfred Kanther (* 1939)           |                           | CDU                       | 7. Juli 1993              | 27. Oktober 1998          | 1938                      | Kohl IV Kohl V                  |
| 15                                            | Otto Schily (* 1932)               |                           | SPD                       | 27. Oktober 1998          | 22. November 2005         | 2583                      | Schröder I Schröder II          |
| 16                                            | Wolfgang Schäuble (1942–2023)      |                           | CDU                       | 22. November 2005         | 28. Oktober 2009          | 1436                      | Merkel I                        |
| 17                                            | Thomas de Maizière (* 1954)        |                           | CDU                       | 28. Oktober 2009          | 3. März 2011              | 491                       | Merkel II                       |
| 18                                            | Hans-Peter Friedrich (* 1957)      |                           | CSU                       | 3. März 2011              | 17. Dezember 2013         | 1020                      | Merkel II                       |
| 19                                            | Thomas de Maizière (* 1954)        |                           | CDU                       | 17. Dezember 2013         | 14. März 2018             | 1548                      | Merkel III                      |
| Bundesminister des Innern, für Bau und Heimat |                                    |                           |                           |                           |                           |                           |                                 |
| 20                                            | Horst Seehofer (* 1949)            |                           | CSU                       | 14. März 2018             | 8. Dezember 2021          | 1365                      | Merkel IV                       |
| Bundesministerin des Innern und für Heimat    |                                    |                           |                           |                           |                           |                           |                                 |
| 21                                            | Nancy Faeser (* 1970)              |                           | SPD                       | 8. Dezember 2021          | 6. Mai 2025               | 1332                      | Scholz                          |
| Bundesminister des Innern                     |                                    |                           |                           |                           |                           |                           |                                 |
| 22                                            | Alexander Dobrindt (* 1970)        |                           | CSU                       | 6. Mai 2025               | amtierend                 | 87                        | Merz                            |

## Parlamentarische Staatssekretäre
- 1967–1968: Ernst Benda (CDU)
- 1968–1969: Heinrich Köppler (CDU)
- 1969–1972: Wolfram Dorn (FDP)
- 1972–1974: Kurt Jung (FDP)
- 1972–1978: Gerhart Baum (FDP)
- 1974–1976: Jürgen Schmude (SPD)
- 1976–1982: Andreas von Schoeler (FDP)
- 1982–1991: Carl-Dieter Spranger (CSU)
- 1982–1997: Horst Waffenschmidt (CDU)
- 1991–1998: Eduard Lintner (CSU)
- 1997–1998: Manfred Carstens (CDU)
- 1998–2002: Cornelie Sonntag-Wolgast (SPD)
- 1998–2005: Fritz Rudolf Körper (SPD)
- 2002–2005: Ute Vogt (SPD)
- 2005–2009: Peter Altmaier (CDU)
- 2005–2013: Christoph Bergner (CDU)
- 2009–2018: Ole Schröder (CDU)
- 2013–2021: Günter Krings (CDU)
- 2018–2020: Marco Wanderwitz (CDU)
- 2018–2021: Stephan Mayer (CSU)
- 2020–2021: Volkmar Vogel (CDU)
- 2021–2025: Mahmut Özdemir (SPD)
- 2021–2025: Johann Saathoff (SPD)
- 2021–2025: Rita Schwarzelühr-Sutter (SPD)
- seit 2025: Christoph de Vries (CDU)
- seit 2025: Daniela Ludwig (CSU)

## Beamtete Staatssekretäre
- 1950–1960: Hans Ritter von Lex (CSU)
- 1951–1957: Karl Theodor Bleek (FDP)
- 1957–1962: Georg Anders
- 1960–1965: Josef Hölzl
- 1962–1966: Hans Schäfer
- 1965–1968: Werner Ernst
- 1966–1969: Karl Gumbel
- 1969–1971: Hans Schäfer
- 1969–1983: Günter Hartkopf
- 1971–1973: Wolfgang Rutschke (FDP)
- 1974–1985: Siegfried Fröhlich
- 1983–1991: Franz Kroppenstedt (CDU)
- 1985–1992: Hans Neusel
- 1991–1996: Walter Priesnitz
- 1992–1993: Johannes Vöcking (CDU)
- 1993–1998: Kurt Schelter (CDU)
- 1995–1998: Eckart Werthebach (CDU)
- 1998–2002: Brigitte Zypries (SPD)
- 1998–2003: Claus Henning Schapper (SPD)
- 2003–2005: Göttrik Wewer (SPD)
- 2003–2005: Lutz Diwell
- 2005–2009: August Hanning
- 2006: Hans Bernhard Beus
- 2006–2007: Johann Hahlen
- 2008–2010: Hans Bernhard Beus
- 2009–2013: Klaus-Dieter Fritsche (CSU)
- 2010–2015: Cornelia Rogall-Grothe
- 2014–2018: Emily Haber
- 2018–2019: Gunther Adler (SPD)
- 2015–2020: Klaus Vitt
- 2018–2022: Helmut Teichmann
- 2018–2021: Markus Kerber
- 2019–2021: Anne Katrin Bohle
- 2020–2025: Markus Richter
- 2021–2025: Juliane Seifert
- seit 2015: Hans-Georg Engelke
- seit 2022: Bernd Krösser

## Kritik an der Abteilung Heimat
Nach der Erweiterung 2018 um den Bereich „Heimat“ kam Kritik auf. Nicht nur die unscharfe Bedeutung dieses Begriffs, sondern auch seine „heimelig-bedrohliche Biederkeit“, die mit der Erweiterung einhergehende Stellenaufstockung und die einseitige Besetzung der Führungsriege mit weißen Männern mittleren Alters wurde bemängelt. Die Bilanz der Abteilung am Ende des Kabinetts Merkel IV mit einem einzigen in den Bundestag eingebrachten Gesetzentwurf in drei Jahren wurde als mager kritisiert.